# Nevalı Çori
Nevalı Çori – wczesnoneolityczna osada i stanowisko archeologiczne nad środkowym Eufratem, u podnóża gór Taurus, 490 metrów n.p.m., we wschodniej części dzisiejszej Turcji, w prowincji Şanlıurfa. Odkrycie to, wraz z Göbekli Tepe, skłoniło do zrewidowania współczesnej wiedzy o neolicie w Eurazji.
Nevalı Çori było położone na obu brzegach strumienia Kantara, dopływu Eufratu.
Prace archeologiczne w Nevalı Çori były prowadzone od roku 1983, w kontekście budowy tamy Atatürka i prowadzone były przez zespół z Uniwersytetu Ruprechta i Karola w Heidelbergu. Następnie, na przełomie 1991-1992 r. miejsce to zostało zalane. Metodą datowania radiowęglowego uzyskano trzy daty z IX  tysiąclecia p.n.e., oraz jedną datę z X tysiąclecia p.n.e. Figurki i monumenty są porównywalne z tymi w Göbekli Tepe oraz Çayönü Tepesi.